# Charlotte et son Jules
Charlotte et son Jules è un film del 1958 scritto e diretto da Jean-Luc Godard. Si tratta del quarto cortometraggio girato dal regista franco-svizzero e appartiene a una serie di corti, diretti da diversi registi della Nouvelle vague, che vedono come protagoniste i personaggi delle giovani Charlotte e Véronique.

Nell'argot di Parigi, Jules significa fidanzatino.

## Trama
Charlotte arriva con un'auto sportiva guidata da un uomo sotto la casa di Jean. Appena si affaccia nell'appartamentino, Jean la investe con un torrente di parole, un monologo che dura sino alla fine del film.

Si capisce che i due vivevano insieme e che Charlotte se n'è andata di casa, e lui ora è convinto che sia ritornata per fare la pace. Lei non riesce a inserirsi nel discorso, lui è convinto di sapere ogni cosa: è disposto a riprenderla magnanimamente con sé, perché già sapeva che senza di lui non può vivere.

Impossibilitata a esprimersi a parole, la ragazza gli fa il verso a gesti, si capisce che è già abituata a questo diluvio verbale. Giù in strada, l'uomo in attesa suona il clacson. Jean cerca di dimostrare una sicurezza che forse non possiede, dal suo racconto lo spettatore ricostruisce la loro storia d'amore: Charlotte se n'è andata con uno che le ha promesso di farle fare del cinema. Ma il cinema cos'è?, dice Jean, un faccione che fa delle smorfie in una sala buia. Meglio battere i marciapiedi piuttosto, proposta che tra l'altro lui le aveva già fatto.

Non posso fare a meno di te, conclude Jean il suo logorroico discorso, e tu non puoi fare a meno di me, è per questo che sei tornata? Charlotte finalmente riesce a pronunciare la sua prima battuta: “No, sono venuta a prendere lo spazzolino da denti”, lo afferra e esce dalla porta.

## Critica
Godard gira Charlotte et son Jules in un solo giorno di lavoro, utilizzando la sua camera d'albergo da studente universitario in rue de Rennes a Parigi e la pellicola avanzata che gli ha regalato Claude Chabrol al termine delle riprese del suo film Le beau Serge.
Il protagonista maschile, Jean-Paul Belmondo, è un giovane di 25 anni ex pugile che aveva già fatto qualche particina in film e cortometraggi. La protagonista femminile, Anne Colette, è la fiamma del momento del regista, e ha già interpretato il personaggio di Charlotte in un altro corto di Godard, Tous les garçons s'appellent Patrick, girato l'anno precedente.

Il corto viene distribuito tre anni più tardi abbinato al film Lola di Jacques Demy.

## Curiosità
Una battuta del monologo di Jean-Paul Belmondo è stata ripresa molto efficacemente dal regista italiano Paolo Sorrentino nel suo romanzo Hanno tutti ragione, quando dopo l'enunciazione di una serie di cose alle quali non attribuisce importanza, Jean afferma “La cosa più importante è la sfumatura.”

Il sonoro del film non è in presa diretta; Belmondo arrivò in forte ritardo all'appuntamento il giorno in cui era previsto il doppiaggio, così lo stesso Godard dovette prestare la sua voce al personaggio di Jean: il film venne così distribuito con il regista che recita il monologo dell'attore.